# 魏定國
魏定國，是《水滸傳》人物，凌州人氏，善火攻之術，以火械上陣，人稱「神火將軍」。
魏定国本为凌州团练，生得目若朗星，面圆虎须。使一身赤色裝束打扮（五行中，赤色為火，而黑色為水），赤色盔甲，赤銅槍，赤色的馬匹坐騎，裝束顔色與單廷珪是對立。梁山打破大名府後，蔡京舉薦魏定國和單廷珪二人攻打梁山。水火二將首戰就把宣贊、郝思文二人捉拿。但關勝把單廷珪招降後，二人合軍把魏定國圍困於凌州城。魏定國後退無路，關勝并親自到縣勸降，魏定國也投降了梁山。
後隨盧俊義攻打方腊的歙州，見城上並無旌旗，也不見一兵一卒，便與單廷珪爭功。二將不知是詐，連人帶馬掉落了陷阱，被伏兵殺死。

## 影视形象
- 2011年版《水浒传》：姜孝萌